# Liste der Senatoren der Vereinigten Staaten aus Tennessee
Die Liste der Senatoren der Vereinigten Staaten aus Tennessee führt alle Personen auf, die jemals für diesen Bundesstaat dem US-Senat angehörten, nach den Senatsklassen sortiert. Dabei zeigt eine Klasse, wann dieser Senator wiedergewählt wird. Die Wahlen der Senatoren der class 1 fanden im Jahr 2024 statt, die Senatoren der class 2 wurden zuletzt im November 2020 wiedergewählt.

## Klasse 1

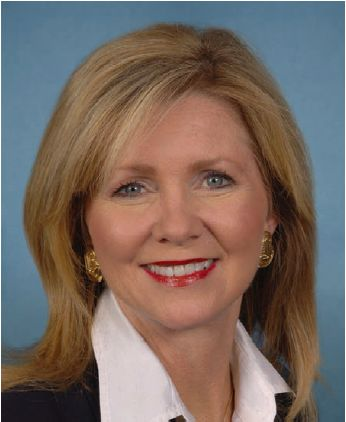
Marsha Blackburn

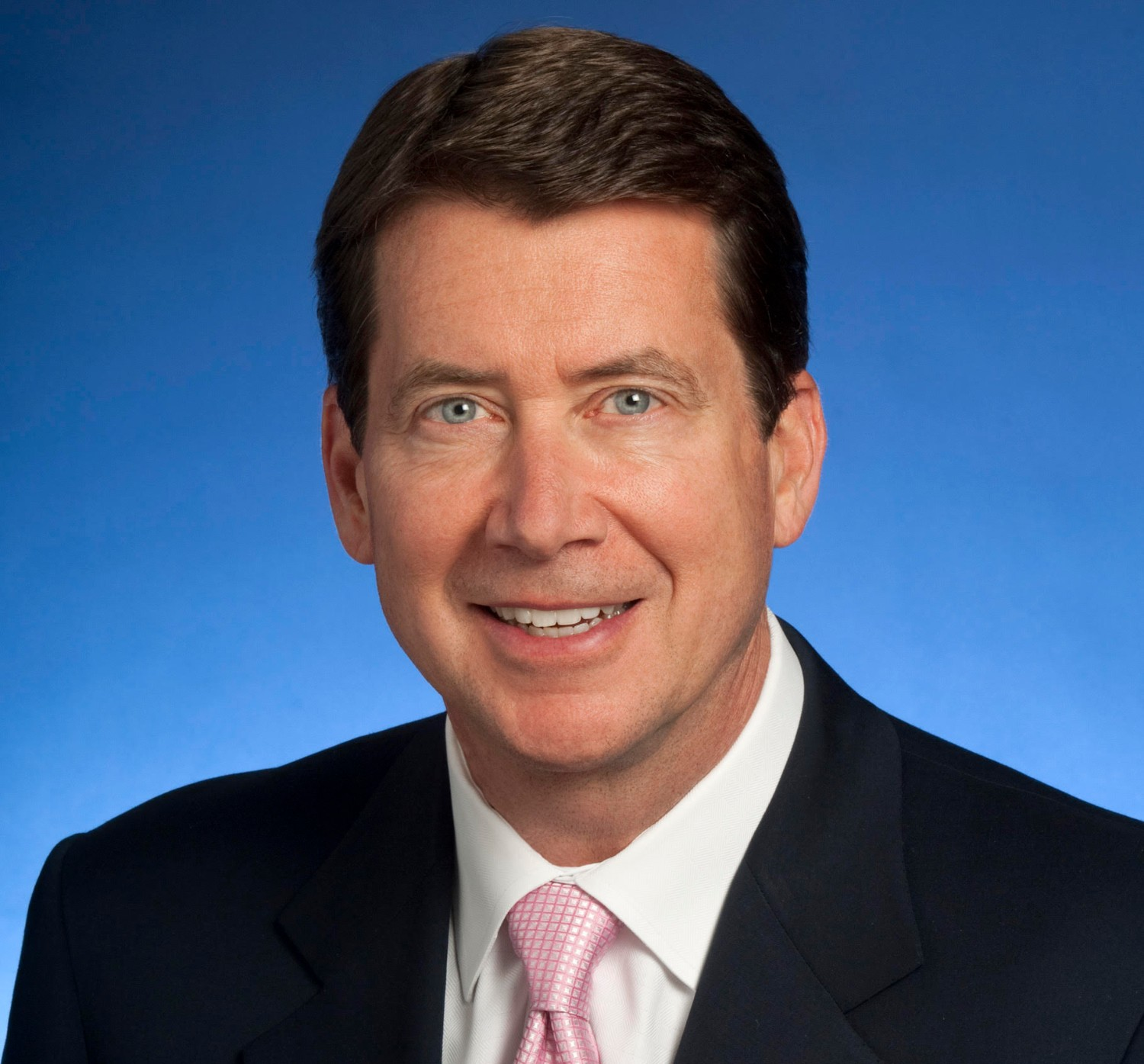
Bill Hagerty

Tennessee ist seit dem 1. Juni 1796 US-Bundesstaat und hatte bis heute 28 Senatoren der class 1 im Kongress, von denen drei, Felix Grundy, Ephraim Foster und Andrew Johnson, zwei nicht unmittelbar aufeinander folgende Amtszeiten absolvierten.
| Name                         | Amtszeit  | Partei                | Lebensdaten                           |
| ---------------------------- | --------- | --------------------- | ------------------------------------- |
| William Cocke                | 1796–1797 | Democratic Republican | 6. September 1747–22. August 1828     |
| Andrew Jackson               | 1797–1798 | Democratic Republican | 15. März 1767–8. Juni 1845            |
| Daniel Smith                 | 1798–1799 | Democratic Republican | 29. Oktober 1748–16. Juni 1818        |
| Joseph Anderson              | 1799–1815 | Democratic Republican | 5. November 1757–17. April 1837       |
| George Washington Campbell   | 1815–1818 | Democratic Republican | 9. Februar 1769–17. Februar 1848      |
| John Henry Eaton             | 1818–1829 | Democratic Republican | 18. Juni 1790–17. November 1856       |
| Felix Grundy                 | 1829–1838 | Demokrat              | 11. September 1777–19. Dezember 1840  |
| Ephraim Hubbard Foster       | 1838–1839 | Whig                  | 17. September 1794–6. September 1854  |
| Felix Grundy                 | 1839–1840 | Demokrat              | 11. September 1777–19. Dezember 1840  |
| Alfred Osborn Pope Nicholson | 1840–1842 | Demokrat              | 31. August 1808–23. März 1876         |
| vakant                       |           |                       |                                       |
| Ephraim Hubbard Foster       | 1843–1845 | Whig                  | 17. September 1794–6. September 1854  |
| Hopkins Lacy Turney          | 1845–1851 | Demokrat              | 3. Oktober 1797–1. August 1857        |
| James Chamberlain Jones      | 1851–1857 | Whig                  | 20. April 1809–29. Oktober 1859       |
| Andrew Johnson               | 1857–1862 | Demokrat              | 29. Dezember 1808–31. Juli 1875       |
| vakant                       |           |                       |                                       |
| David Trotter Patterson      | 1866–1869 | Demokrat              | 28. Februar 1818–3. November 1891     |
| William Gannaway Brownlow    | 1869–1875 | Republikaner          | 29. August 1805–29. April 1877        |
| Andrew Johnson               | 1875      | Demokrat              | 29. Dezember 1808–31. Juli 1875       |
| David McKendree Key          | 1875–1877 | Demokrat              | 27. Januar 1824–3. Februar 1900       |
| James Edmund Bailey          | 1877–1881 | Demokrat              | 15. August 1822–29. Dezember 1885     |
| Howell Edmunds Jackson       | 1881–1886 | Demokrat              | 8. April 1832–8. August 1895          |
| Washington Curran Whitthorne | 1886–1887 | Demokrat              | 19. April 1825–21. September 1891     |
| William Brimage Bate         | 1887–1905 | Demokrat              | 7. Oktober 1826–9. März 1905          |
| James Beriah Frazier         | 1905–1911 | Demokrat              | 18. Oktober 1856–28. März 1937        |
| Luke Lea                     | 1911–1917 | Demokrat              | 12. April 1879–18. November 1945      |
| Kenneth Douglas McKellar     | 1917–1953 | Demokrat              | 29. Januar 1869–25. Oktober 1957      |
| Albert Arnold Gore Sr.       | 1953–1971 | Demokrat              | 26. Dezember 1907–5. Dezember 1998    |
| William Emerson Brock III    | 1971–1977 | Republikaner          | 23. November 1930–25. März 2021       |
| James Ralph Sasser           | 1977–1995 | Demokrat              | 30. September 1936–10. September 2024 |
| William Harrison Frist       | 1995–2007 | Republikaner          | * 22. Februar 1952                    |
| Robert Phillips Corker       | 2007–2019 | Republikaner          | * 24. August 1952                     |
| Marsha Wedgeworth Blackburn  | seit 2019 | Republikaner          | * 6. Juni 1952                        |

## Klasse 2
Tennessee stellte bis heute 36 Senatoren der class 2.
| Name                         | Amtszeit  | Partei                          | Lebensdaten                         |
| ---------------------------- | --------- | ------------------------------- | ----------------------------------- |
| William Blount               | 1796–1797 | Democratic Republican           | 26. März 1749–21. März 1800         |
| Joseph Anderson              | 1797–1799 | Democratic Republican           | 5. November 1757–17. April 1837     |
| William Cocke                | 1799–1805 | Democratic Republican           | 6. September 1747–22. August 1828   |
| Daniel Smith                 | 1805–1809 | Democratic Republican           | 29. Oktober 1748–16. Juni 1818      |
| Jenkin Whiteside             | 1809–1811 | Democratic Republican           | 1772–25. September 1822             |
| George Washington Campbell   | 1811–1814 | Democratic Republican           | 9. Februar 1769–17. Februar 1848    |
| Jesse Wharton                | 1814–1815 | Democratic Republican           | 29. Juli 1782–22. Juli 1833         |
| John Williams                | 1815–1823 | Democratic Republican           | 29. Januar 1778–10. August 1837     |
| Andrew Jackson               | 1823–1825 | Democratic Republican           | 15. März 1767–8. Juni 1845          |
| Hugh Lawson White            | 1825–1840 | Whig                            | 30. Oktober 1773–10. April 1840     |
| Alexander O. Anderson        | 1840–1841 | Demokrat                        | 10. November 1794–23. Mai 1869      |
| vakant                       |           |                                 |                                     |
| Spencer Jarnagin             | 1843–1847 | Whig                            | 1792–25. Juni 1853                  |
| John Bell                    | 1847–1859 | Whig ab 1857 Know-Nothing Party | 15. Februar 1797–10. September 1869 |
| Alfred Osborn Pope Nicholson | 1859–1861 | Demokrat                        | 31. August 1808–23. März 1876       |
| vakant                       |           |                                 |                                     |
| Joseph Smith Fowler          | 1866–1871 | Republikaner                    | 31. August 1820–1. April 1902       |
| Henry Cooper                 | 1871–1877 | Demokrat                        | 22. April 1827–4. Februar 1884      |
| Isham Green Harris           | 1877–1897 | Demokrat                        | 10. Februar 1818–8. Juli 1897       |
| Thomas Battle Turley         | 1897–1901 | Demokrat                        | 5. April 1845–1. Juli 1910          |
| Edward Ward Carmack          | 1901–1907 | Demokrat                        | 5. November 1858–8. November 1908   |
| Robert Love Taylor           | 1907–1912 | Demokrat                        | 31. Juli 1850–31. März 1912         |
| Newell Sanders               | 1912–1913 | Republikaner                    | 12. Juli 1850–26. Januar 1939       |
| William Robert Webb          | 1913      | Demokrat                        | 11. November 1842–19. Dezember 1926 |
| John Knight Shields          | 1913–1925 | Demokrat                        | 15. August 1858–30. September 1934  |
| Lawrence Davis Tyson         | 1925–1929 | Demokrat                        | 4. Juli 1861–24. August 1929        |
| William Emerson Brock        | 1929–1931 | Demokrat                        | 14. März 1872–5. August 1950        |
| Cordell Hull                 | 1931–1933 | Demokrat                        | 2. Oktober 1871–23. Juli 1955       |
| Nathan Lynn Bachman          | 1933–1937 | Demokrat                        | 8. August 1878–23. April 1937       |
| George Leonard Berry         | 1937–1938 | Demokrat                        | 12. September 1882–4. Dezember 1948 |
| Arthur Thomas Stewart        | 1939–1949 | Demokrat                        | 11. Januar 1892–10. Oktober 1972    |
| Carey Estes Kefeauver        | 1949–1963 | Demokrat                        | 26. Juli 1903–10. August 1963       |
| Herbert Sanford Walters      | 1963–1964 | Demokrat                        | 17. November 1881–17. Oktober 1973  |
| Ross Bass                    | 1964–1967 | Demokrat                        | 17. März 1918–1. Januar 1993        |
| Howard Henry Baker           | 1967–1985 | Republikaner                    | 15. November 1925–26. Juni 2014     |
| Albert Arnold Gore Jr.       | 1985–1993 | Demokrat                        | * 31. März 1948                     |
| Harlan Mathews               | 1993–1994 | Demokrat                        | 17. Januar 1927–9. Mai 2014         |
| Fred Dalton Thompson         | 1994–2003 | Republikaner                    | 19. August 1942–1. November 2015    |
| Andrew Lamar Alexander       | 2003–2021 | Republikaner                    | * 3. Juli 1940                      |
| William Francis Hagerty      | seit 2021 | Republikaner                    | * 14. August 1959                   |